# پورشه ۹۹۱
پورشه ۹۹۱ (به انگلیسی: Porsche 991) خودروی اسپورتی است، که نسل هفتم از پورشه ۹۱۱ می‌باشد و نخستین بار در سال ۲۰۱۱ در نمایشگاه بین‌المللی خودروی فرانکفورت از آن رونمایی شد.